# Armadillidium hungaricum
Armadillidium hungaricum is een pissebed uit de familie Armadillidiidae. De wetenschappelijke naam van de soort is voor het eerst geldig gepubliceerd in 1926 door Csiki.